# The China Shop
The China Shop es un cortometraje animado de Walt Disney Pictures, estrenado en 1934 como parte de la serie Silly Symphonies. Fue dirigido por Wilfred Jackson. Como es característico de la serie, este cortometraje experimenta con el dramatismo en escena de personajes animados. Se considera un avance en este sentido la escena inicial, en la que el anciano cierra la tienda, su paso aletargado supuso un gran contraste con el tipo de acciones exageradas y de movimientos amplios ejecutados por ese entonces.

## Trama
Un señor de avanzada edad, dueño de una tienda de artículos de porcelana, se dispone a cerrarla por la noche. Al salir, los objetos dentro de la tienda cobran vida y arman una fiesta. Una damita y un caballero de porcelana se enamoran y bailan en medio de la música proporcionada por los otros objetos. De repente se ve aparecer un demonio de porcelana, que rapta a la damita. El caballero se dispone a rescatarla e inicia una lucha con el demonio. Finalmente el malhechor se acerca a la pared, suficientemente cerca de un reloj que, indignado por su proceder, lo golpea con su péndulo, quebrándolo en pedazos. Al llegar por la mañana, el anciano encuentra los artículos de porcelana rotos, se espanta, pero luego se le ocurre una idea. Cambia el letrero de Porcelana Fina a Antigüedades Raras y les sube el precio.